# Black hat SEO
El black hat SEO (donde black hat significa sombrero negro en inglés y SEO son las iniciales de search engine optimization, «optimización en motores de búsqueda») es el uso de técnicas para engañar al buscador Google, Yahoo, Bing, etc. con el fin de obtener resultados provechosos para quien lo hace en los resultados de búsqueda SERP. La mayoría de las veces mejorando su posicionamiento en buscadores para las palabras clave seleccionadas. A los que usan este tipo de técnicas se les denomina black hatter.
El término black hat proviene de las películas de vaqueros donde, normalmente, a "los malos" se le representa con sombreros negros mientras que "los buenos" van con sombrero blanco. De esta definición se puede deducir que lo contrario al uso de este tipo de técnicas se denominaría white hat SEO.
Algunas características de la técnica black hat SEO:
1. Desafían las normas y reglas que proponen los buscadores.
2. Interrumpen la navegación de los usuarios por las técnicas utilizadas.
3. Páginas desordenadas, con muchas palabras visibles sin sentido para el usuario.
4. Posibilidad de malware en el sitio web.

Los buscadores por su parte avisan de las penalizaciones que pueden sufrir los sitios web y webmasters por el uso de estas técnicas para mejorar los rankings en los buscadores.
Google ha penalizado a empresas como Web Design Library por el negocio del link building.
Sin embargo hay prácticas que no queda del todo claro si son black hat o no.

## Cloaking
El cloaking se refiere a una antigua técnica Black Hat Seo, en desuso ya, consistía en mostrar a los usuarios un formato de web y a los buscadores otro, con el fin de que los rastreadores solo vieran la parte optimizada de la web, y los usuarios un contenido totalmente diferente. Esta técnica requiere conocer la Dirección IP de los rastreadores para saber cuándo ingresan al sitio.
La última actualización de esta técnica fue utilizada en España donde se realizaba un redirect desde la web hacia contenido Flash, (el cual los buscadores no pueden leer), para poder así pasar desapercibidos para estos.

## Spamming keywords
Esta técnica menos avanzada pero más eficiente actualmente que el cloaking, trata de rellenar el contenido de un sitio web con palabras claves, repitiendo ese contenido, con el fin de obtener una buena densidad de keywords. Inclusive se realiza el keyword stuffing en meta etiquetas y texto oculto de la web.

## Texto oculto
Esta original técnica Black Hat Seo consiste en poner texto no visible a la vista de los usuarios que visitan un sitio web pero que los buscadores sí pueden leer, la manera más utilizada para hacerlo es mediante javascript y estilos css como así también mediante div's. Se busca la codificación de color que se utiliza en el sitio web o foro y de esa forma el enlace queda oculto a simple vista para los moderadores o administradores.

## Backdoors
Las puertas traseras (del backdoor en inglés), son utilizadas por spammers seo, con el fin de colocar enlaces ocultos,texto oculto, en sitios webs ajenos vulnerables en su programación y crear ranking para sus sitios a través del link building.
A pesar de la eficacia de estas técnicas Black Hat Seo en los años 2000, actualmente los buscadores son suficientemente inteligentes y semánticos para detectarlas y penalizar al webmaster y web con bajadas de posiciones en el buscador e incluso el borrado del índice del buscador de la web.
Por otra parte, los expertos en posicionamiento en buscadores que utilizan estas técnicas saben con anterioridad lo que supone infringir las reglas de los buscadores. Lo que puede derivar en pérdidas económicas para la empresa penalizada.

## Especialista en Black Hat SEO
El especialista en Search Engine Optimization es un profesional con amplio conocimiento y experiencia en las técnicas que benefician la posición de una página web en relación con una palabra clave determinada. Sus funciones se derivan por una parte del tipo de SEO que realiza y por otra del perfil del consultor.
La clasificación de los perfiles del consultor SEO son:
- Consultor con perfil SEO técnico
- Consultor con perfil SEO creativo o de contenidos
- Consultor con perfil analista
- Consultor con perfil estratégico

Entre las principales funciones de un Consultor SEO se encuentran:
- Planear la estrategia de posicionamiento web
- Análisis de palabras clave
- Planear e implementar con éxito la optimización on page y off page de un sitio web
- Identificar las principales fuentes de tráfico y obtener información relevante a partir de ellas
- Desarrollo y presentación de dashboards
- Gestión de crisis y de SEO negativo
- Planeación de estrategias de link building
- Monitorear y medir el desempeño de la web
- Optimización on page continua

Cada perfil requiere conocimientos y características específicas que permiten que pueda desarrollar una actividad más eficientemente que otra. Un especialista SEO con enfoque Black Hat cuenta con conocimientos de todos los perfiles y regularmente los tiene en un nivel avanzado.
Además de las prácticas de Black Hat SEO, que buscan mejorar el posicionamiento de una página web a través de técnicas que pueden ser penalizadas por los motores de búsqueda, existe un enfoque ético y sostenible en la consultoría SEO. Este enfoque se centra en la mejora del posicionamiento de manera orgánica y en la creación de valor a largo plazo para la página web y sus visitantes. Un consultor SEO con un enfoque ético realiza una auditoría completa de la página web, estudia las palabras clave relevantes para el negocio y la competencia, optimiza el contenido y los aspectos técnicos del sitio, y planea estrategias de posicionamiento sostenibles. La importancia de elegir un consultor SEO que siga estas prácticas éticas radica en la capacidad de construir una presencia en línea sólida y duradera, evitando riesgos de penalizaciones y mejorando la experiencia del usuario. Este enfoque contrasta significativamente con las tácticas de Black Hat SEO, enfatizando la necesidad de transparencia, calidad en el contenido, y optimización técnica como pilares fundamentales para el éxito a largo plazo en el posicionamiento web. 